# Ficha de telefone

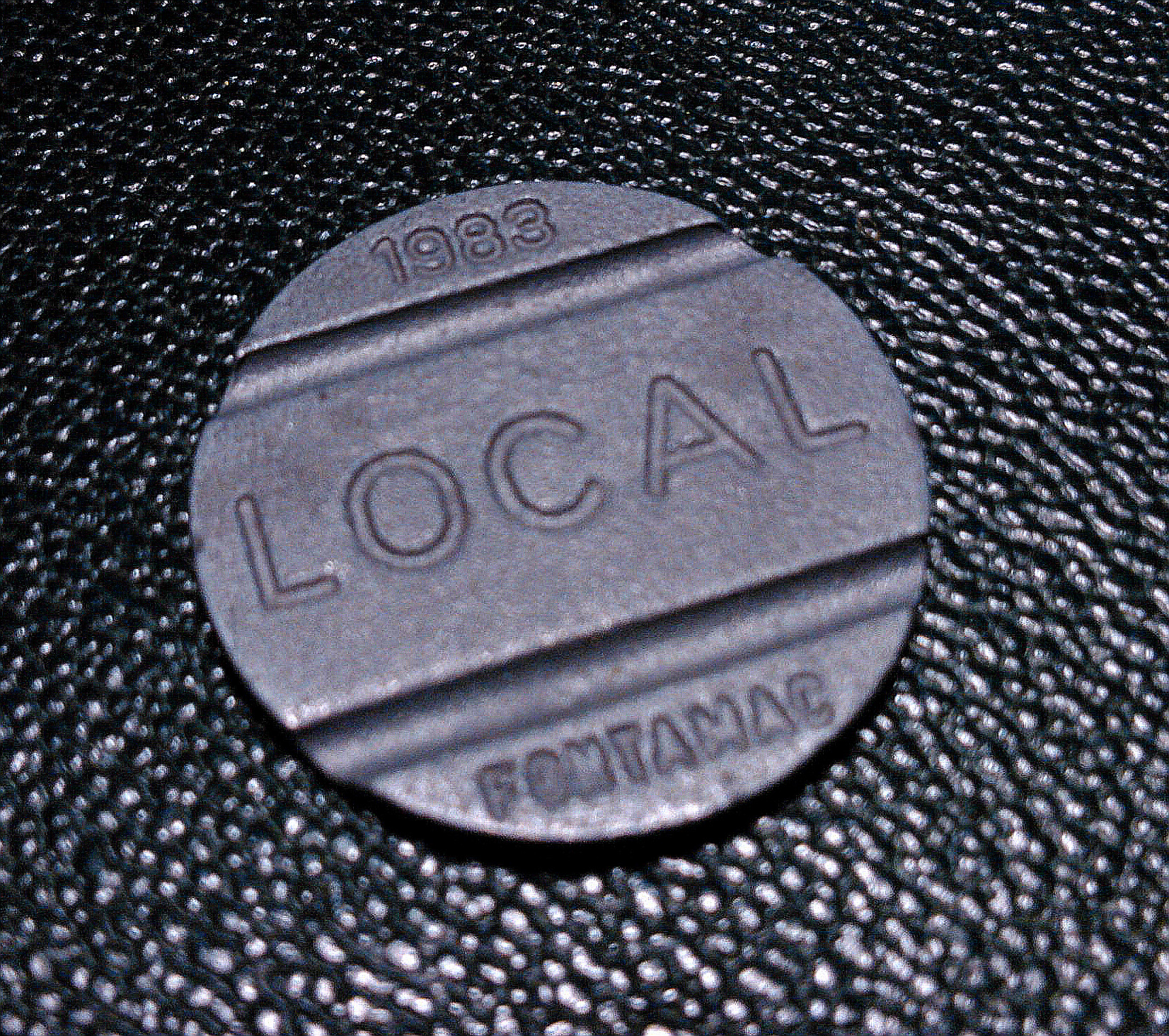
Ficha de telefone do Brasil de 1983.

As fichas de telefone são fichas utilizadas para fazer ligações de telefones públicos.
Elas surgiram no Brasil nos anos 60. Seu diâmetro variava de 20 mm a 30 mm e eram fabricadas com ferro, latão, cobre, zamac, entre outros. Elas levavam o nome de sua companhia e região no verso e cada uma delas funcionavam em um tipo específico de telefone público. Devido a esse problema, em 1970, a Companhia Telefônica Brasileira fez com que as fichas tivessem um padrão exclusivo para cada área de atendimento. No ano seguinte foram instituídos dois tipos diferentes de fichas para todo o território brasileiro: as de ligações interurbanas que só funcionavam em telefones públicos azuis, e as de ligações locais que funcionavam somente em telefones públicos vermelhos.
Em meados de 1992, devido aos custos altos para manutenção, recolhimento das fichas nos telefones e também o vandalismo, a empresa Telebrás junto ao seu centro de pesquisa instituiu o uso dos famosos cartões telefônicos. Isso diminuiu muito os custos de manutenção e reparo dos aparelhos e proporcionou maior comodidade aos usuários do serviço. Cinco anos depois, em 16 de julho de 1997, foi instituida a Lei Geral das Telecomunicações (Lei n 9472), que era um plano de expansão e modernização no sistema de telefonia pública existente no Brasil, fato que ocorreu um ano antes da privatização da Telebrás. Com isso as velhas fichas ficaram obsoletas e foram tiradas de vez das ruas, se tornando a partir daí objeto de aficionados e colecionadores.